# Annette Kullenberg
Elsa Caroline Annette Kullenberg (Estocolmo, 9 de enero de 1939 - Cascais, 28 de enero de 2021) fue una periodista y escritora sueca.

## Biografía
Kullenberg, de soltera Borgström nació en Estocolmo. Estudió filosofía en la Universidad de Upsala y comenzó a trabajar como periodista a principios de la década de 1960. Trabajó en Aftonbladet durante 25 años y renunció en 2002 después de un conflicto con el editor en jefe Anders Gerdin con respecto al contenido de una columna sobre la princesa Madeleine de Suecia. El conflicto comenzó cuando Gerdin, sin informar a Kullenberg, modificó el contenido de la columna, minimizando el problemático consumo de alcohol de la princesa. Además, Kullenberg se desempeñó como corresponsal en el extranjero, destacadose en Buenos Aires y Barcelona durante seis años. También fue la presidenta del club publicista sueco entre 1994 y 1997.
La primera novela de Kullenberg fue Vänd på dig (publicada en 1967), y su segundo libro, Överklassen i Sverige, fue lanzado en 1974, seguido de Urp! sa överklassen en 1995. También trabajó como guionista con una docena de obras de radio y televisión en su haber.
Desde 2009, Kullenberg escribió columnas para Expressen.
Kullenberg falleció el 28 de enero de 2021 en el Hospital de Cascais en Portugal, a la edad de 82 años después de sufrir COVID-19 durante la pandemia de COVID-19 en Portugal. Su hermano Claes Borgström falleció de la misma enfermedad en mayo de 2020.